# Microsoft BackOffice Server
Microsoft BackOffice Server – linia oprogramowania Microsoft, obecnie już nierozwijana. Z założenia kolejne edycje BackOffice Server miały świadczyć komplet usług w owym czasie potrzebnych do funkcjonowania infrastruktury firmy. Programy wchodzące w skład pakietu BackOffice Server współpracowały między sobą oraz z systemem klienckim od Windows 95 aż do Windows 2000 Professional.
Następcą linii Microsoft BackOffice Server jest linia Windows Server system, rozwijana od Windows 2003 Server aż do Windows 2008. Wśród produktów obecnych we współczesnych liniach, a nie pojawiających się w BackOffice Server wymienić należy produkty związane z wirtualizacją (Hyper-V, App-V, Med-V) oraz całą rodzinę System Center (System Center Configuration Manager, System Center Operation Manager, System Center Data Protection Manager oraz System Center Virtual Machine Manager). Ponadto, BackOffice Server nie zawierał rozwiązań portalu korporacyjnego, oferowanych obecnie w produkcie Microsoft SharePoint Server. Niektóre produkty (jak na przykład SNA Server) nie są już oferowane w formie dostępnej w BackOffice Server.

## Wersje
BackOffice 1.0 (1994)
- Windows NT Server 3.5
- SQL Server 4.21a
- SNA Server 2.1
- SMS 1.0
- Mail Server 3.2.

BackOffice 1.5 (1995)
- Windows NT Server 3.51
- SQL Server 6.0
- SNA Server 2.11
- SMS 1.1
- Mail Server 3.5.

BackOffice 2.0 (1996)
- Windows NT Server 3.51
- SQL Server 6.0 lub 6.5
- SNA Server 2.11
- SMS 1.1
- IIS 1.0
- Exchange Server 4.0.

BackOffice 2.5 (1996)
- Windows NT Server 4.0
- SQL Server 6.5
- SNA Server 3.0
- SMS 1.2
- IIS 2.0
- Exchange Server 4.0
- Proxy Server 1.0
- Index Server 1.1
- Internet Explorer 3.01
- FrontPage 1.1

BackOffice Server 4.0 (1997)
- Windows NT Server 4.0
- SQL Server 6.5
- SNA Server 4.0
- SMS 1.2
- IIS 4.0
- Exchange Server 5.5
- Proxy Server 2.0
- Index Server 2.0
- Transaction Server 2.0
- FrontPage 98
- Visual InterDev 1.0.

BackOffice Server 4.5 (1999)
- Windows NT Server 4.0 SP4
- SQL Server 7.0
- SNA Server 4.0
- SMS 2.0
- IIS 4.0
- Exchange Server 5.5
- Proxy Server 2.0
- Index Server 2.0
- Transaction Server 2.0
- Internet Explorer 5.0
- FrontPage 2000
- Visual InterDev 6.0.

BackOffice Server 2000 (2001)
- Windows 2000 Server
- SQL Server 2000
- SMS 2.0
- Exchange Server 2000
- ISA Server 2000
- Host Integration Server 2000.